# Efeito Schottky
Efeito Schottky é o fenômeno da queda de tensão em diodos semicondutores, revelando espontâneas variações na corrente de alto vácuo e tubos de descarga.  Uma variação referente à circulação de zonas de campo elétrico de altos valores seria o efeito GUNN, essencial na fabricação de transmissores de baixa e média potência, sistemas de sensoriamento de proximidade, e em topologias de circuito como oscilador local e de bloqueio.